# Passspiel (historisch)

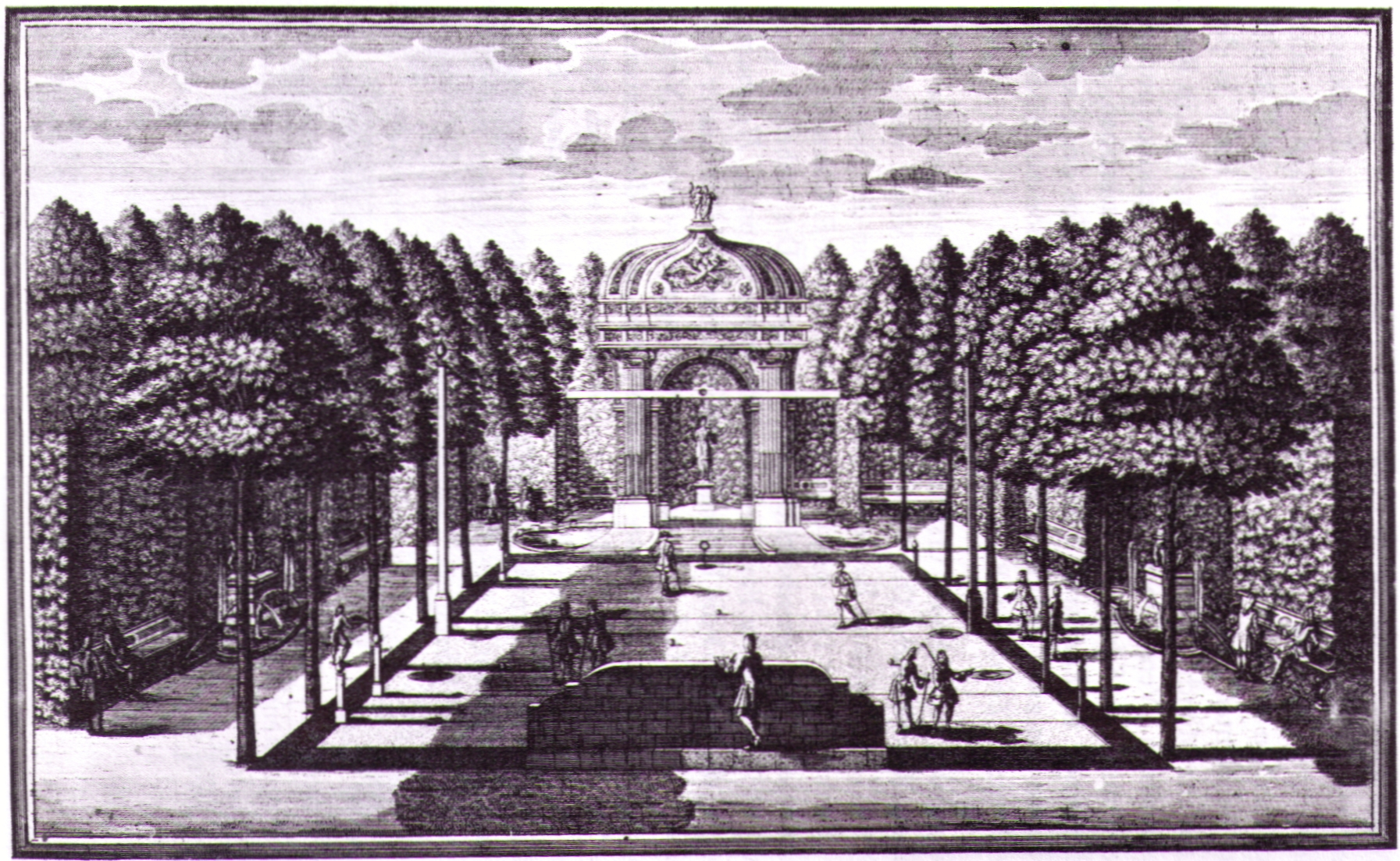
Nymphenburger Passspiel (Kupferstich von Matthias Diesel, um 1722)

Passspiel oder Jeu de Passe ist ein historisches  Präzisionsspiel für mehrere Personen, bei dem Kugeln aus Elfenbein mit einem löffelartigen Stock in Löcher geschlagen wurden und dabei Markierungen "passieren" mussten. Die Erfindung wird Kurfürst Max Emanuel zugeschrieben. Vielleicht kann man das vom crocketähnlichen Pall Mall inspirierte Passspiel des 18. Jahrhunderts mit dem heutigen Minigolf vergleichen. Die Spielregeln finden sich in der von Max Emanuels Hofprediger Pierre de Bretagne verfassten Beschreibung der wochenlangen Hochzeitsfeierlichkeiten anlässlich der Vermählung des bayerischen Kurprinzen Karl Albrecht mit der Kaisertochter Maria Amalie von Österreich.
Das Passspiel wurde nicht nur im Freien gespielt. Im nördlichen, an das Hauptschloss Nymphenburg sich anschließenden Längstrakt befand sich im 18. Jahrhundert ein eigener Saal für das Passspiel im eigens dafür errichteten Passgebäude, dem späteren (und heute noch so bezeichneten) Gardemeublebau.
Passspielplätze im Freien gab es im Schlosspark Nymphenburg und, eingerichtet von Kurfürst Clemens August I. von Bayern, dem Sohn des mutmaßlichen Erfinders, zu Clemensruhe bei Poppelsdorf bei Bonn (Kupferstich von Mettely nach einer Zeichnung von J. M. Metz, um 1755).
Passspiele wurden auch  an anderen Höfen veranstaltet, um 1800 zum Beispiel auch am Kurfürstlich-Sächsischen Hof Friedrich Augusts I., wo seinerzeit Johann Gottfried Hempel als ‚Marqueur‘ fungierte.
Ein anderes zur Zeit des höfischen Barocks beliebtes Spiel war das Mailspiel (Maille, Pall Mall).